# Harry Sweeny
Harrison “Harry” Sweeny (født 9. juli 1998 i Warwick) er en cykelrytter fra Australien, der er på kontrakt hos EF Education-EasyPost.